# 10646 Machielalberts
10646 Machielalberts este un asteroid din centura principală de asteroizi.

## Descriere
10646 Machielalberts este un asteroid din centura principală de asteroizi. A fost descoperit pe 26 septembrie 1960 la Observatorul Palomar de Cornelis Johannes van Houten, Ingrid van Houten-Groeneveld și Tom Gehrels. Asteroidul prezintă o orbită caracterizată de o semiaxă mare de 2,25 ua, o excentricitate de 0,13 și o înclinație de 3,4° în raport cu ecliptica.